# Дюмон, Эмма
Э́мма Ноэ́ль Ро́бертс (англ. Emma Noelle Roberts, род. 15 ноября 1994, Сиэтл, Вашингтон, США), более известна как Э́мма Дюмо́н (англ. Emma Dumont) — американская актриса, модель и танцовщица. Наиболее известна по ролям Мелани Сигал в телесериале «Балерины», Эммы Карн в драматическом сериале «Водолей» и Лорны Дэйн / Полярис в «Одарённых».

## Ранние годы
Дюмон родилась и провела детство в Сиэтле, штат Вашингтон. Училась в Вашингтонской средней школе, затем в средней школе им. Гарфилда, прежде чем перейти на домашнее обучение из-за занятий моделированием и актёрским мастерством. Также училась в средней школе искусств округа Ориндж в Санта-Ане.
Эмма начала заниматься балетом в три года в Тихоокеанской Северо-западной балетной школе, затем в Корнуоллском колледже искусств и танцевально-актёрской школе «Спектр» со стажировками в Американский театр балета, балетную школу Джоффри и Московскую академию хореографии.
Дебютировала в театре в шесть лет в родном Сиэтле. Обучалась 4 курса в театре на Пятой авеню.
В 2013 году принимала участие в FIRST Robotics Competition в Бербанке. Дюмон попала в список декана на региональном конкурсе по робототехнике в Лос-Анджелесе. Выступала на чемпионате мира 2013 года.
В 15 лет начала заниматься катанием на роликовых коньках. Участвовала в тренировочных программах Los Angeles Derby Dolls. Эпизод с катанием был показан в сериале «Балерины».

## Карьера
Первая роль Дюмон в кино была в фильме «Настоящие юноши» в возрасте 12 лет. Картина вышла на экраны в 2009 году. В этом же году юная актриса появилась в другом фильме «Дорогой лимонный Лима». Обе картины были сняты в родном городе Эммы, Сиэтле. В титрах указано настоящее имя, Эмма Ноэль Робертс.
В январе 2010 года Дюмон выиграла конкурс журнала V, получила право появиться на обложке мартовского номера и подписала контракт с Ford Models. В этом же году дебютировала на неделе моды в Нью-Йорке. В течение нескольких лет работала моделью в Гонконге, Китае, Нью-Йорке, Лос-Анджелесе и Токио.
В 2011 году Эмма Дюмон сыграла главную роль в телевизионном фильме «Метро», режиссёром которого был лауреат премии «Оскар» Стивен Гейган. В этом же году актриса получила роль Мелани Сигал в телесериале «Балерины» с Келли Бишоп и Саттон Фостер на ABC Family. Это стало ключевым моментом в карьере Дюмон.
В 2012 году снялась в независимом фильме «Никто не уходит». Через два года приняла участие в двух проектах NBC: в драматическом сериале «Водолей», сыграв одну из главных ролей вместе с Дэвидом Духовны, и в телевизионном фильме «Спасение» с Эшли Джадд.
В 2017 году Дюмон была утверждена на роль Лорны Дейн, более известной, как Полярис, в сериале от Fox «Одарённые» про мутантов. В этом же году состоялась премьера. Роль дочери Магнето принесла Эмме популярность.
В 2021 году снялась в фильме «Поворот не туда 7: Наследие», являющимся перезапуском франшизы «Поворот не туда».
В 2023 году сыграла роль Джекки Оппенгеймер в фильме Кристофера Нолана «Оппенгеймер».

## Фильмография
| Год       |    | Русское название            | Оригинальное название | Роль                       |
| --------- | -- | --------------------------- | --------------------- | -------------------------- |
| 2009      | ф  | Настоящие юноши             | True Adolescents      | Кара                       |
| 2009      | ф  | Дорогой лимонный Лима       | Dear Lemon Lima       | Келли                      |
| 2011      | тф | Метро                       | Metro                 | Дженнифер Муллинз          |
| 2012      | ф  | Никто не уходит             | Nobody Walks          | Има                        |
| 2012—2013 | с  | Балерины                    | Bunheads              | Мелани Сигал               |
| 2014      | ф  | Истощение                   | Thinspiration         | Кайден                     |
| 2014      | ф  | Врождённый порок            | Inherent Vice         | Цинния                     |
| 2014      | с  | Игры разума                 | Mind Games            | Софи                       |
| 2014      | тф | Спасение                    | Salvation             | Натали Томпсон             |
| 2015—2016 | с  | Водолей                     | Aquarius              | Эмма Карн                  |
| 2016      | с  | Фостеры                     | The Fosters           | Саша                       |
| 2017      | ф  | Горные огни                 | The Body Tree         | Сандра                     |
| 2017—2018 | с  | Отмеченные                  | T@gged                | Зои Десол                  |
| 2017      | с  | Волшебники                  | The Magicians         | Белая Леди                 |
| 2017      | с  | Милые обманщицы             | Pretty Little Liars   | Кэтрин Дейли               |
| 2017—2019 | с  | Одарённые                   | The Gifted            | Лорна Салли Дейн / Полярис |
| 2019      | ф  | Что нас ждёт                | What Lies Ahead       | Джессика                   |
| 2019      | с  | Всем встать                 | All Rise              | Фиби                       |
| 2021      | ф  | Поворот не туда 7: Наследие | Wrong Turn            | Милла Ди Анджело           |
| 2021      | ф  | Лакричная пицца             | Licorice Pizza        | Бренда                     |
| 2023      | ф  | Оппенгеймер                 | Oppenheimer           | Джекки Оппенгеймер         |